# Prikken
De prikken, lampreien of negenogen (Petromyzontidae) zijn een familie van kaakloze vissen (Agnatha). Er zijn ongeveer 40 soorten, waarvan de meeste in zoet water leven. De mond is rond (zie afbeelding) en volwassen dieren hebben een rasptong met tandjes. Sommige soorten zuigen bloed bij andere vissen.
De soorten van de Lage Landen zijn:
- Rivierprik (Lampetra fluviatilis)
- Zeeprik (Petromyzon marinus)
- Beekprik (Lampetra planeri)

De benaming negenoog voor prikken is te danken aan de rij gaten bij de kop, waarvan er zeven voor de ademhaling dienen, het achtste een echt oog is, en het negende de neusopening.

## Prikken als aas
De rivierprik is eeuwenlang gebruikt als aas bij een vorm van hoekwantvisserij - de zogeheten beugvisserij - op kabeljauw, schelvis en bot.
In zijn Visboeck vermeldt de 16e-eeuwse auteur Adriaen Coenen al het gebruik van dergelijke prikken. De toenmalige vissersschepen, de hoekers en later de sloepen, namen levende prikken mee in speciale met water gevulde prikkenbakken. Om de dieren tijdens de meerdere weken durende reis in leven te houden was het noodzaak met regelmaat het water in de bakken handmatig in beweging te houden. Direct voorafgaand aan de visserij werden de prikken door de schipper, de gezagvoerder van het vissersvaartuig, in stukken gesneden. De delen werden vervolgens aan van haken voorziene lijnen bevestigd. Deze vislijnen gingen vervolgens in een bepaalde samenhang overboord.

## Lijfstraffen
De vissen werden volgens een verhaal over de Romein Publius Vedius Pollio gebruikt om ongehoorzame slaven te straffen. De ongelukkigen werden in een bassin met lampreien gegooid, waar ze tergend langzaam werden leeggezogen en daardoor stierven. Mogelijk heeft dit verhaal betrekking op murenen, dat zijn vleesetende palingachtigen, dus vissen met kaken.

## Taxonomie
De volgende geslachten zijn bij de familie ingedeeld:
- Caspiomyzon Berg, 1906
- Entosphenus Gill, 1862
- Eudontomyzon Regan, 1911
- Ichthyomyzon Girard, 1858
- Lampetra Bonnaterre, 1788
- Lethenteron Creaser and Hubbs, 1922
- Petromyzon Linnaeus, 1758
- Tetrapleurodon Creaser and Hubbs, 1922